# Externat
Ein Externat ist eine Bildungseinrichtung, deren Schüler außerhalb der Einrichtung wohnen und daher Externe sind. Es bildet das Gegenstück zu einem Internat.

## Kollegs und Schulen
Der Begriff taucht oft bei Bildungsinstitutionen auf, deren Schüler sich zum Teil in einem Internat und zu einem anderen Teil in einem Externat befinden. Ein Beispiel ist das Kolleg St. Blasien, dort wird den externen Schülern eine Hausaufgaben- und Freizeitbetreuung vom Schulschluss bis in den späten Nachmittag angeboten.

## Berufsausbildung
Als Externat wird ferner der praktische Teil der Hebammenausbildung bezeichnet. Dieser Ausbildungsabschnitt folgt in der Regel auf die theoretische und die klinische Ausbildung und findet bei freiberuflichen Hebammen oder in Geburtshäusern statt.